# Naas
Naas (irsky An Nás) je město v hrabství Kildare ve východní části Irska. Je správním střediskem hrabství a žije zde přibližně 21 tisíc obyvatel, přičemž je nejlidnatějším městem hrabství. Město leží na území bývalé provincie Leinster.
Město leží 33 km jihozápadně od Dublinu, jižně od řeky Liffey a Grand Canalu, okrajem města protéká vedlejší větev kanálu, tzv. Naas Branch. Ve městě se kříží regionální silnice R407, R409, R410, R411, R445 a R448 a poblíž města začíná dálnice M7. S Dublinem město spojuje státní silnice N7. Severně od města prochází hlavní železniční trať Dublin–Galway/Cork, stanice v obci Sallins obsluhuje i Naas.
Ve městě stojí moderní komplex nemocnice Naas General Hospital a dvě dostihová závodiště. Město zaznamenává v posledních letech dynamický růst, sídlí zde pobočky firem Intel, Hewlett-Packard a Xilinx.

## Partnerská města
- Allaire, Francie[1]
- Casalattico, Itálie[1]
- Dillingen an der Donau, Německo[1]
- Omaha, Spojené státy americké[1]
- St Davids, Spojené království[1]